# Christoph Kolumbus (Computerspiel)
Christoph Kolumbus ist ein von Software 2000 entwickeltes und veröffentlichtes Computerspiel aus dem Jahr 1994. Das Spiel wurde auch unter den alternativen Titeln Voyages of Discovery (englischsprachige Amiga-Version) bzw. Exploration: A Game of Strategy and World Conquest vertrieben.

## Spielprinzip
Das Spiel ist im Zeitalter der Entdeckungen angesiedelt und beginnt entsprechend im Jahr 1492. Der Spieler übernimmt die Rolle eines bekannten Seefahrers: Christoph Kolumbus (Spanien), Vasco da Gama (Portugal), Le Maire (Niederlande), James Cook (Großbritannien) oder Bougainville (Frankreich).
Im Heimathafen rüstet der Spieler zunächst sein Schiff aus und erkundet dann mit diesem die in 2D-Draufsicht gehaltene Karte, von der zunächst nur ein kleiner Teil bekannt ist. Wenn er eine neue Insel entdeckt, kann er Siedler oder militärische Einheiten an Land absetzen und das Innere erkunden. Stößt er auf Siedlungen von Eingeborenen, kann er diese entweder durch Kampf oder durch Handel in seinen Besitz bringen. In der Folge ist es möglich, die Städte weiter auszubauen oder Plantagen oder Bergwerke im Umland anzulegen. Die An- bzw. Abbauprodukte kann der Spieler dann beim Händler in seinem Heimathafen verkaufen und die Gewinne in den Ausbau seiner Flotte, Armee oder Kolonien investieren.
Stößt man im Spielverlauf auf Siedlungen, Schiffe oder Einheiten eines Kontrahenten (der entweder von der KI oder einem menschlichen Mitspieler gesteuert wird), so ist ein Konflikt in der Regel unausweichlich. Wenn es gelingt, eine gegnerische Siedlung einzunehmen, so fallen einem auch die umliegenden Plantagen und Bergwerke zu; alternativ kann man aber auch nur diese angreifen und den Kontrahenten so um seine Einnahmequellen bringen. Ebenfalls ist es möglich, ein fremdes Schiff anzugreifen und entweder zu versenken oder zu kapern (ein zuvor erworbener Kaperbrief verhindert in diesem Fall eine mögliche Exkommunikation, die dem gesellschaftliche Ansehen schwer schadet).
Ziel des Spieles ist es, die Konkurrenz wirtschaftlich und militärisch zu übertreffen oder gänzlich auszuschalten und innerhalb von 300 Jahren zum königlichen Berater aufzusteigen.